# Plaza de Europa (Santa Cruz de Tenerife)
La plaza de Europa es una de las principales plazas de la ciudad de Santa Cruz de Tenerife (Islas Canarias, España). Junto a la plaza se encuentran algunos de los edificios importantes para la ciudad como la Iglesia Matriz de la Concepción y el Museo de la Naturaleza y el Hombre.
Esta plaza, situada sobre el barranco de Santos, entre las avenidas José Antonio Primo de Rivera y Bravo Murillo, junto a la Delegación de Hacienda, fue proyectada por el arquitecto Rubens Hernández.
Por un acuerdo plenario del Ayuntamiento de Santa Cruz de Tenerife en 1991, se le puso el nombre de plaza de Europa que responde, según explicó el entonces alcalde, José Emilio García Gómez, a que los vecinos de la ciudad han convivido y trabajado estrechamente con los europeos que, a lo largo de siglos, se han establecido en la capital, dando decenas de hombres célebres y apellidos extranjeros a la historia del municipio.
Cerca de la plaza se encuentra la parada "Fundación" del Tranvía de Tenerife.